# Георгіос Авероф
Георгіос Авероф (грец. Γεώργιος Αβέρωφ; 1815, Метсово, Епір — 1899) — грецький комерсант і філантроп арумунського походження. Президент НОК Греції. Уславився як засновник численних шкіл у Єгипті і Греції.

## Біографія
Народився у місті Метсово в Епірі у Північній Греції. В юності переїхав до Александрії. У віці 17 років працював клерком у компанії свого дядька у Москві, після смерті останнього він успадкував $500 000. Свій спадок він дуже швидко примножив.
Вже під час подій Кримської війни підтримував російську армію. У період греко-турецької війни 1897 Авероф спромігся виграти державний грант на забезпечення грецької армії формою. До часу розбудови незалежної Грецької республіки статки Аверофа складали не менше $7 500 000.
Серед його благодійних акцій особливе місце займає відновлення 1895 р. прадавнього мармурового стадіону Панатінаїкос в Афінах під час підготовки до перших сучасних Олімпійських ігор. Кінцева вартість цих робіт склала 920 000 драхм.
В Александрії за ініціативою та на кошти Аверофа була побудована церква, школи для хлопчиків та дівчат, названі Парфеногейон. Викладання вчителів в обох школах також оплачувались Георгіосом Аверофим. В Афінах Георгіос Авероф побудував військову та політехнічне училище.
Авероф ніколи не одружувався та не мав дітей. Помер 1899 року. Похований на Першому афінському кладовищі.
На знак визнання заслуг Аверофа, його статуя була встановлена перед входом до стадіону. Крім того, його ім'ям названо крейсер «Георгіос Авероф», флагман грецького військового флоту.